# Street Legal
Street Legal é o décimo oitavo álbum de estúdio do cantor Bob Dylan, lançado a 15 de Junho de 1978.
O disco atingiu o nº 11 do Pop Albums.

## Faixas
Todas as faixas por Bob Dylan
1. "Changing of the Guards" – 7:04
2. "New Pony" – 4:28
3. "No Time to Think" – 8:19
4. "Baby, Stop Crying" – 5:17
5. "Is Your Love in Vain?" – 4:30
6. "Señor (Tales of Yankee Power)" – 5:42
7. "True Love Tends to Forget" – 4:14
8. "We Better Talk This Over" – 4:04
9. "Where Are You Tonight? (Journey Through Dark Heat)" – 6:16

## Créditos
- Bob Dylan – Vocal, guitarra rítmica
- Ian Wallace – Bateria
- Jerry Scheff – Baixo
- Billy Cross – Guitarra elétrica
- Alan Pasqua – Teclados
- Bobbye Hall – Percussão
- Steve Douglas – Saxofone
- Steven Soles – Guitarra rítmica, vocal de apoio
- David Mansfield – Violino, bandolim
- Carolyn Dennis – Vocal de apoio
- Jo Ann Harris – Vocal de apoio
- Helena Springs – Vocal de apoio
- Steve Madaio – Trompete em "Is Your Love in Vain?"